# Марбёф, Ив Александр де
Ив Александр де Марбёф (17 мая 1734, Ренн — 15 апреля 1799, Любек) — французский аристократ и священнослужитель, архиепископ Лионский, известный, в частности, покровительством, которое он оказывал юному Наполеону Бонапарту.

## Биография
Из аристократической семьи де Марбёф. Сын шевалье Клода Франсуа Мари де Марбёфа, племянник генерал-лейтенанта графа Шарля Луи де Марбёфа, королевского командующего на Корсике. 
Мать Ива Александра умерла, когда ему всего 6 месяцев. До 12 лет он учился в пансионе в родном Ренне, а затем в Колледже дю Плесси в Париже. В 1748 году он принял постриг, а в 1752 году, оставаясь студентом колледжа дю Плесси, поступил в Лионский кафедральный капитул. В 1759 году он был назначен генеральным викарием Руана. 
19 апреля 1767 года он стал епископом Отенским, и занимал эту кафедру более двадцати лет, до 1788 года; его преемником на должности епископа Отенского был знаменитый Шарль Морис Талейран. Сам  Ив Александр де Марбёф тем временем стал архиепископом Лионским, что сулило как значительный почёт, так и материальный достаток (50 000 ливров ежегодной ренты). 
С первых дней французской революции де Марбёф выступил, как её противник. Он не выступал против Генеральных штатов, но решительно выступил против закона о гражданском устройстве духовенства.
После принятия этого закона де Марбёф эмигрировал и поселился в Германии. По указу революционного правительства во главе архиепархии Лиона его сменил Антуан-Адриан Ламурет, но в глазах Католической Церкви епископ Марбёф был законным архиепископом Лиона вплоть до своей смерти в 1799 году.

## Епископ Марбёф и Наполеон Бонапарт
Во время своего пребывания на Корсике, генерал Марбёф, дядя епископа, подружился с Карло Буонапарте, отцом Наполеона. Марбёф стал покровителем Наполеона Бонапарта, который обязан ему своим местом в военной школе в Бриенне. В «Мемориале Святой Елены» упоминается такой эпизод:

В описываемый период на Корсике проживали два французских генерала, настолько ненавидевших друг друга, что их ссоры привели к созданию двух партий. Один из них был господин де Марбёф, обладавший мягким характером и снискавший этим популярность среди местного населения. Вторым генералом был господин де Нарбонн Пелле, отличавшийся высокомерием и неистовством характера. Последний, из-за своего происхождения и благодаря связям среди высшей знати Франции, должен был быть очень опасен для своего соперника, но, к счастью для господина де Марбёфа, его гораздо больше любили на острове. Когда депутация корсиканцев во главе с Карло Буонапарте прибыла в Версаль, у него спросили его мнение о причине ссоры между двумя французскими генералами. Искренность показаний Карло Буонапарте по этому вопросу способствовала полному триумфу Марбёфа. Архиепископ Лиона, племянник Марбёфа, посчитал своим долгом уделить внимание депутату с Корсики и поблагодарить его за оказанную семье Марбёф услугу. Когда юного Наполеона определили в Бриеннское военное училище, архиепископ дал ему специальное рекомендательное письмо для семьи Бриенн, которая жила там большую часть года — отсюда проистекает дружеское отношение семей Марбёф и Бриенн к детям семьи Буонапарте.— Emmanuel de Las Cases, Le Mémorial de Sainte-Hélène